# Ettore Sordini
Ettore Sordini (Milano, 24 agosto 1934 – Fossombrone, 27 ottobre 2012) è stato un pittore italiano.

## Biografia
Ha vissuto gli ultimi anni nelle Marche, a Cagli, patria del padre Giuseppe, che fu prima tromba al Teatro alla Scala di Milano con il maestro Arturo Toscanini.
Gli anni di Milano (dove nasce nel 1934) segnano in maniera indelebile la formazione di Sordini che studia all'Accademia di Brera. Sotto la guida di Arturo Malerba, scultore capo della Veneranda Fabbrica del Duomo, studia, disegna e scolpisce fino ai primi anni Cinquanta. Più tardi farà esperienza di pittura con A. Barchi, pittore eclettico di grande mestiere. Conosce Roberto Crippa, Cesare Peverelli, Lucio Fontana e ne diviene amico, collaboratore e discepolo. Frequentando l'atelier di Cesare Peverelli, "quei brividi del pennello rimarranno per sempre nel bagaglio della sua arte", come scrive, dalle colonne del Corriere della Sera, Giorgio Cortenova, con l'articolo intitolato "Un milanese fra i miti del '900" (28 febbraio 2010). Nell'iter formativo va aggiunto il successivo lungo sodalizio romano con Giulio Turcato.
Artista precoce, esordisce così in una Milano scossa da fremiti di grande vitalità creativa: dopo l'esperienza futurista, era nato un coacervo di artisti le cui idee originali risentivano favorevolmente dell'insegnamento e del fascino di Lucio Fontana, tornato nel 1947 dall'Argentina.
E proprio Fontana lo invita nel 1954 a partecipare alla Triennale di Milano dove collabora alla sistemazione del Parco Sempione con gli architetti Pietro Porcinai e Vittoriano Viganò insieme a Chighine, Bergolli, Crippa, Peverelli e altri.

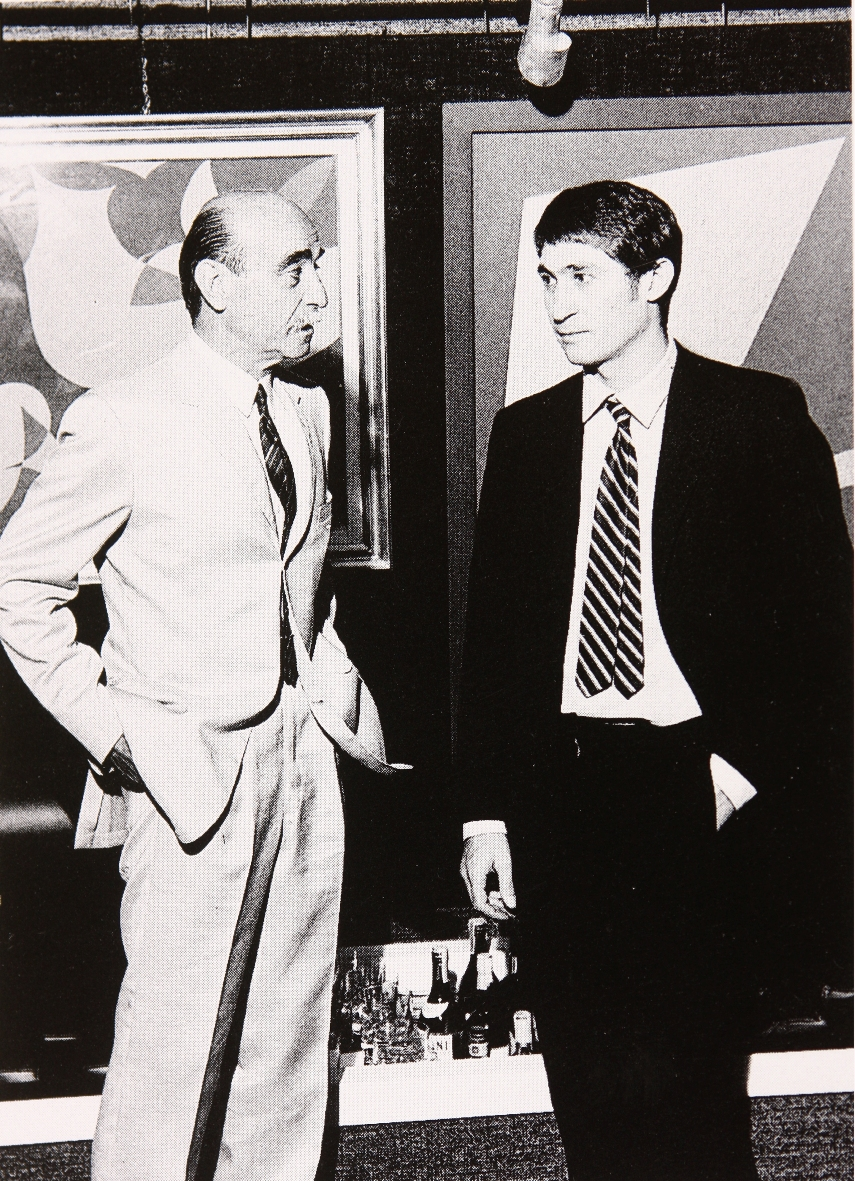
Lucio Fontana ed Ettore Sordini - Milano, 1966

In questo periodo Sordini sviluppa una pittura parasurreale vicina a quella coeva di Piero Manzoni (del quale è stato profondo conoscitore grazie agli anni milanesi di amicizia vissuti con Manzoni). E proprio con Manzoni e con Angelo Verga espone nel castello sforzesco di Soncino nel 1956.
Sempre con Manzoni e con Giuseppe Zecca e Camillo Corvi Mora nel dicembre del 1956 stila il manifesto Per la scoperta di una zona di immagini, che auspica il raggiungimento di una pittura che attui la totale coincidenza fra mitologia personale e mitologia universale. È il primo di una significativa serie di manifesti. Tra il 1957 e il 1958 redige e firma sette manifesti: L'arte non è vera creazione e Oggi il concetto di quadro… (con Manzoni e Verga); Per una pittura organica (firmato dai tre più Guido Biasi e Mario Colucci); il Manifesto di Albissola Marina (con gli stessi artisti); Contro lo stile, che proclama avversione tanto all'Astrattismo quanto all'Informale (firmato da ben ventiquattro nomi internazionali); Il manifesto dell'Arte Interplanetaria (con Verga e Baj, Lucio Del Pezzo, Bruno di Bello, Farfa e altri), che risente tanto dello spazialismo di Fontana quanto dell'utopia positivistica; il Manifesto di Napoli (che ha tra i firmatari anche Edoardo Sanguineti).
Nel 1957, in piena atmosfera nuclearista, è lo stesso Lucio Fontana a presentare la mostra collettiva di Sordini, Manzoni e Verga alla Galleria Pater di Milano.
La pittura di Sordini decanta progressivamente il valore materico e si rarefà sempre di più. Nel 1959 inizia il graduale allontanamento di Sordini e Verga da Manzoni, mentre si definisce l'interesse di Sordini per il segno: un segno esile e scarno, primario ma sinuoso; e per una cromia tenue e delicata, quasi impalpabile.
Già nelle prime opere traspare, infatti, una sensibilità matura attraverso un grafismo del tutto originale e personalissimo. Sono immagini segniche intimamente complesse che trovano respiro nel campo incontaminato, “libero” della superficie. Sordini “si avvale di una tecnica tutta grafica per costituire sulla tela. campita di un solo tono, tracce rade e sottili di colore che rimandano a memorie di immagini antropoidi filamentose”, così da arrivare “al segno già attraverso un processo di azzeramento di una matericità di origine esistenziale come conquista di libertà lirica”. Verso la fine degli anni '50 attua un approfondimento del rapporto tra segno-gesto- natura e l'opera acquista così una spazialità lirica maggiore accompagnata da un cromatismo tenue e delicato. Si può dire che Sordini “parte dal segno per arrivare alla pittura servendosi del colore in funzione spaziale e luminosa”.
Nella nuova serie di quadri Paesaggi, poi nei Campi dei Paladini, nelle Annotazioni e in seguito nelle Battaglie, Sordini lavora in un'area di valori elementari sia sotto il profilo cromatico sia grafico, cercando di portare colore e segno alle loro costitutive proprietà semantiche. I bianchi delle tele e le trasparenti campiture monocromatiche acquistano valenze spaziali, di uno spazio dilatato da una luce assoluta su cui vivono segni deputati, sequenze ritmiche orizzontali o ascendenti a significare presenze musicali, allusioni favolistiche, abbandoni intimistici.
Traduzioni grafiche di meditazioni e letture, crittogrammi collegabili anche alla cultura Zen.
Nel 1962, gli ex nucleari Sordini e Verga con gli ex-naturalisti Agostino Ferrari e Arturo Vermi, ma anche con Ugo La Pietra e il poeta Alberto Lùcia come teorico, danno vita a il Gruppo del Cenobio: tentativo estremo di opporsi sia alle tendenze nichilistiche e ipercritiche nei confronti della pittura e sia all'incipiente invasione della cultura artistica americana che con il successo della Pop Art segna la fine del microclima milanese legato alle avanguardie europee.
Ciò che i milanesi evocano, scrive Fulvio Abbate “è in parte la tavola cuneiforme, la valenza magica di una scrittura epigrafica sommersa, ma anche il silenzio spaziale”, mantenendo “intatti i ferri del mestiere” del pittore.
Gli artisti del Cenobio rappresentano il terzo volto della reazione milanese all'Informale, parallelamente a quello nichilista-manzoniano e a quello costruttivo-oggettuale. Nel Cenobio si accentua l'esigenza di togliere, di trasformare la pennellata in segno grafico tanto da anticipare gli esperimenti immediatamente seguenti di poesia visiva. Piattaforma operativa comune è, infatti, l'interesse per il segno raffreddato e ridotto all'essenziale.
Il gruppo di artisti del Cenobio espone nel 1962 nella Galleria il Cenobio di Milano una serie di mostre personali e collettivamente l'anno successivo si avvicendano le mostre alla Saletta del Premio del Fiorino a Firenze e alla Galleria L’Indice di Milano, nel 1964 è la volta della Galleria Cavallino di Venezia a cui fanno seguito numerose altre occasioni.
Mostre dedicate agli artisti del Cenobio sono state molto dopo realizzate tanto da Bruno Passamani a Brescia nel 1981 ad AAB (Museo Laboratorio di Arti Visive) quanto da Angela Vettese nel 1989 con la mostra Milano et Mitologia (incentrata su anni cruciali della ricerca artistica milanese tra 1958 e 1964) e poi con Un percorso, ricerca e ipotesi 1959-1994: il Gruppo del Cenobio nel 1994 a Palazzo Martinengo a Brescia e nel 1995 alla Galleria Peccolo di Livorno. Nel 2013, a cura di Luciano Caramel si tiene, infine, la mostra "Nel segno del segno. Dopo l'informale il Gruppo del Cenobio" (Milano, Fondazione Gruppo Credito Valtellinese, Palazzo delle Stelline).
L'orientamento verso il segno, del resto aveva già contraddistinto in Italia gli esperimenti di quel gruppo romano in cui emergevano Capogrossi, Sanfilippo, Accardi, Novelli, Perilli, Tancredi Parmeggiani, Twombly.
Del pittore, artista coltissimo e uomo di mondo il poeta Alberto Lùcia scrive “Io so che Ettore Sordini, uno dei pochi lettori delle cronache bizantine, è molto vicino alla bellezza e anche alla conoscenza della forma, ma segue, per forza maggiore, il mestiere difficile d'assorbire l'idea nel segno stesso della sua bellezza, inebriandosi di questa”.
Ancora una volta è Sordini a fare da ponte tra le due situazioni, quella milanese e quella romana dove si trasferisce dopo lo scioglimento del Cenobio.
Nel 1966 partecipa alla Biennale di Venezia dove espone una serie di opere di preminente carattere grafico e monocromo. Per Sordini la geometria diviene sempre più perno di un'emozionalità tanto intensa quanto rattenuta, fino a farsi realmente tridimensionale gioco di spazi.
A Roma accanto alle numerose mostre personali (in particolare alla Galleria l’Oca, alla Galleria Romero e alla Galleria La Salita) partecipa anche alle grandi rassegne nazionali quali Linee della ricerca artistica italiana allestita nel Palazzo delle Esposizioni del 1981 e la Quadriennale di Roma del 1986.
Dall'inizio degli anni Sessanta Sordini approfondisce l'uso del colore e vincola il segno in più stringenti strutturazioni geometriche. Nel 1970 espone le sue prime Assonometrie dalle forti tonalità. Il suo lavoro ora si gioca in una zona di ambiguità fra scultura e architettura, aprendo e problematizzando i luoghi. Si apre per Sordini una nuova fase che Bruno Passamani definisce “della emozione strutturata e del dialogo con la geometria”
Il suo progetto di ingresso per l'Orto Botanico di Gibellina, un portale monumentale concepito nel 1984, non è stato eseguito, mentre è stato inaugurato nel 1989 a Montone (Perugia) un monumento commemorativo dei Martiri della lotta di Liberazione da lui messo a punto nel 1987.
Nel 1990 progetta insieme allo studio di architettura “A.A.M. progetti per Roma”  per la Ferruzzi una soluzione scultoreo-architettonica di due vasche fontane realizzate all'interno del Palazzo delle Arti e dello Sport Mauro De André di Ravenna. Nella sua monumentale essenzialità quest'opera attua una coincidenza tra esigenze estetiche e necessità funzionali.
A lui si deve un'altra fontana policroma dalle linee essenziali a Cagli (di cui disegno preliminare e maquette sono stati donati alla città paterna per esser trasformati in progetto esecutivo all'interno dei lavori di sistemazione di via Goffredo Mameli).
La fontana con i colori dal giallo intenso alle sovrapposte linee blu mare e azzurre, ricordano le profonde e vibranti marine che caratterizzano parte della produzione artistica dei primi anni del Duemila. Marine (olio su tela) che sono il risultato di un cammino di sintesi del paesaggio italiano.
Le esperienze plastiche giovanili e la naturale curiosità oltre a portarlo a interessarsi del rapporto tra pittura e architettura lo conducono anche ad approfondire quello tra pittura e illustrazione. Ha così illustrato diverse raccolte di poesie ed ha dedicato la mostra Finestre alla poesia di Delio Tessa.
Nel 2002 collabora con l'Assessorato alle Politiche Culturali della Provincia di Perugia, realizzando, in collaborazione con Antonio Capaccio, un progetto dal titolo Atlante Ragionato d'Arte Italiana che prevede una serie di mostre dedicate ad artisti appartenenti ad un'area alternativa a quelle forme dell'arte contemporanea che ricercano un facile consenso comunicativo attraverso “stili internazionali” e un'acritica adesione allo spettacolo tecnologico e mediatico. L'iniziativa viene realizzata negli spazi del CERP (Centro Espositivo Rocca Paolina) e si conclude nel 2003 con una mostra antologica di Sordini.
Sulle tele di Sordini, scrive Fulvio Abbate nel gennaio del 2010, sembra, infatti, appalesarsi l'attimo di “quando le cose non sono ancora tali, quando le cose iniziano a esistere. Nella realtà Sordini ha appena dimostrato d'essere un maestro, un gran poeta”. Perché “con Sordini il punto, il vero nucleo della questione sta sempre nell'altrove, ed esattamente nella sua essenzialità”: ossia “nel restituire con pochi segni l'essenza delle cose”.
Quello che il divino Emilio Villa amabilmente definisce il “più balengo e più eroico dei pittori d'alta quota” fa dell'ironia la chiave di volta del suo sistema estetico ed esistenziale.
Chiuso nel suo studio “Ettorino” dispiega, secondo l'annotazione di Elisabetta Longari, “una scrittura, primaria condensata estrosissima, ‘sempre autre’. Un segno assediato dal nulla, assorto preciso inconsueto, simile a quello dei disegni di Duchamp, a un paesaggio appena stenografato”. Ma a ben vedere “al di là del soggetto, dell'immagine, nei suoi quadri continua ad essere protagonista soprattutto lo spazio, una spazio particolarmente ‘nudo e assopito’”.
“Acclarato spirito patafisico fin nel midollo affiliato all'Ordre de la Grande Gidouille [istituzione del Collège de 'Pataphysique] Ettore Sordini magistralmente", asserisce Longari, “continua ad insidiare la soglia del guardare” sgranando un linguaggio assolutamente autentico frutto di un lungo percorso sapienziale.
In questi ultimi anni, soprattutto nei quadri più recenti, Sordini cerca una sintesi tra le due principali derive dell'arte moderna, quella surrealista e libertaria e quella astratta e formalista, arrivando talvolta, pur nella più totale astrazione, a risultati come di paesaggio di memoria quasi novecentista. Lampi di pittura visti e vissuti attraverso la lente della propria disciplina.
Il 12 maggio 2006 ha ricevuto il Premio Foyer des Artistes con la seguente motivazione:
Il 19 giugno 2010 gli è stato conferito il Premio dell'Angelo - Città di Cagli dal Consiglio Comunale di Cagli.
È morto all'ospedale di Fossombrone, dove era stato ricoverato a causa della malattia che si era manifestata nei primi mesi dell'anno, il 27 ottobre 2012 all'età di 78 anni.

## Ettore Sordini nei musei
- Centro Ricerca Arte Contemporanea - (CRAC), Taranto
- Fondazione Biscozzi Rimbaud, Lecce